# Brock Gully
Die Brock Gully (englisch für Dachsrinne) ist ein Tal im ostantarktischen Viktorialand. In den Allan Hills liegt es 1,5 km südlich des Windwhistle Peak.
Erkundet wurde das Tal 1964 von einer Mannschaft, die im Rahmen des New Zealand Antarctic Research Program in den Allan Hills tätig war. Diese benannte es nach einer umgangssprachlichen Bezeichnung für den Dachs, da die Umgebung sie an von diesem Marder geprägte Regionen Englands erinnerte.